# Antonio Díaz Jurado
Antonio Díaz Jurado (Madrid, 4 de agosto de 1969 – ib., 27 de abril de 2013) fue un futbolista español que jugaba en la demarcación de centrocampista.

## Biografía
Antonio Díaz debutó como futbolista con el Real Madrid Castilla C. F. en 1989 a los veinte años de edad, jugando durante una temporada. Posteriormente también jugó para el C. F. Valdepeñas, Getafe C. F., U. D. Salamanca, C. A. Osasuna, Villarreal C. F., S. D. Compostela, Granada C. F., Águilas C. F., Vinaròs C. F. y por último en el C. F. Benlloch, equipo en el que se retiró. Tras colgar las botas decidió dedicar su carrera deportiva como entrenador, siéndolo del equipo juvenil del Villarreal y del C. D. Onda.
Falleció el 27 de abril de 2013 a los cuarenta y tres años de edad.

## Clubes
| Club                       | País   | Año       | Partidos | Goles |
| -------------------------- | ------ | --------- | -------- | ----- |
| Real Madrid Castilla C. F. | España | 1989-1990 |          |       |
| C. F. Valdepeñas           | España | 1990-1992 | 65       | 7     |
| Getafe C. F.               | España | 1992-1993 | 32       | 3     |
| U. D. Salamanca            | España | 1993-1995 | 61       | 4     |
| C. A. Osasuna              | España | 1995-1996 | 33       | 3     |
| Villarreal C. F.           | España | 1996-1999 | 92       | 11    |
| S. D. Compostela           | España | 1999-2001 | 59       | 4     |
| Granada C. F.              | España | 2001-2002 | 34       | 2     |
| Águilas C. F.              | España | 2002-2003 |          |       |
| Vinaròs C. F.              | España | 2003-2004 |          |       |
| C. F. Benlloch             | España | 2004-2005 |          |       |

## Palmarés
- Liguilla de Segunda División
  - 1994/95 - U. D. Salamanca
  - 1997/98 - Villarreal C. F.